# شنل‌پوش تاجدار
 شنل‌پوش تاجدار (نام علمی: Sapajus robustus) نام یک گونه از تیره میمون‌های شنل‌پوش است.